# Minibiotus constellatus
Espèce
Minibiotus constellatus est une espèce de tardigrades de la famille des Macrobiotidae.

## Distribution
Cette espèce est endémique du Pérou.

## Publication originale
- Michalczyk & Kaczmarek, 2003 : Minibiotus constellatus, a new species of Tardigrada from Peru (Eutardigrada: Macrobiotidae). Genus, vol. 14, no 2, p. 295-305 (texte intégral).